# Igor Dolgatschew

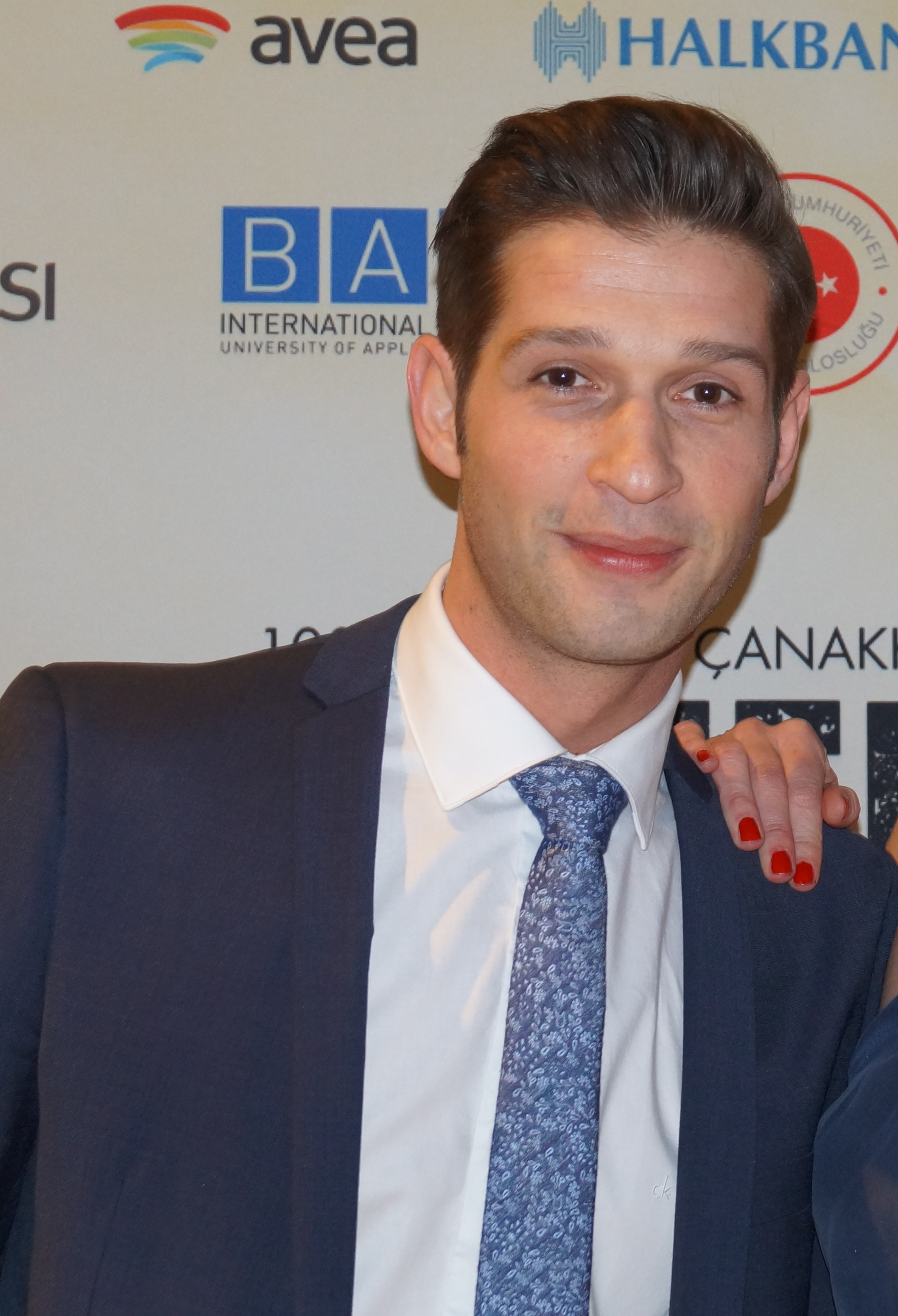
Igor Dolgatschew bei der Premiere von „Son Mektup“, im Cinedom Köln, am 19. März 2015

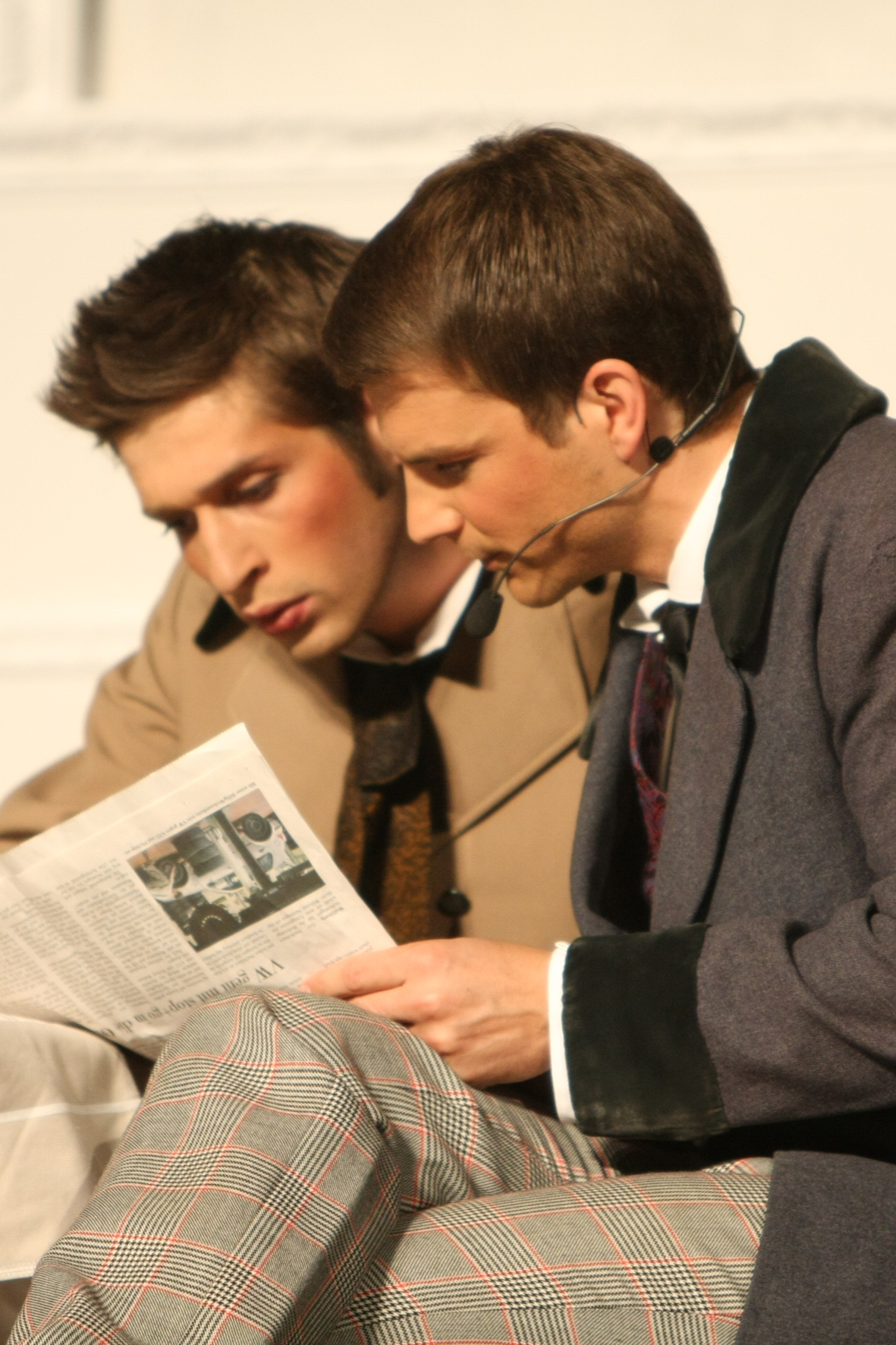
Igor Dolgatschew zusammen mit Norman Kalle in dem Comedy-Musical Die Lokalbahn von Thorsten Wszolek, Mund Art Theater, bei der Premiere am 21. Juni 2008

Igor Dolgatschew (ukrainisch Ігор Долгачев Ihor Dolhatschew; * 22. November 1983 in Nowograd-Wolynskij, Ukrainische SSR) ist ein ukrainisch-deutscher Theater- und Fernsehschauspieler und Model.

## Leben
Igor Dolgatschew zog mit seiner Familie im Jahr 1994 nach Magdeburg und besuchte dort unter anderem das Hegel-Gymnasium, brach jedoch die Schule vorzeitig ab. Erste Erfahrungen als Model sammelte er als Gewinner des Modelcastings für das Schülerferienticket Sachsen-Anhalt bei der Nahverkehrsservice Sachsen-Anhalt (NASA) GmbH. Er spielte in einigen Filmen und diversen Fernsehserien mit. Außerdem spielte er Theater auf einigen Bühnen in Magdeburg. Derzeit spielt er in der RTL-Serie Alles was zählt die Rolle des Deniz Öztürk.
Von 2008 bis 2009 war er festes Ensemble-Mitglied des Mund Art Theaters. Für dieses Engagement erlernte er Frankfurter Mundart.

## Filmografie (Auswahl)
- 2002: Dr. Sommerfeld (Fernsehserie)
- 2002: Alphateam (Fernsehserie)
- 2002: Wolffs Revier (Fernsehserie)
- 2002: Für alle Fälle Stefanie (Fernsehserie)
- 2003: Herbst
- 2003: Echte Männer?
- 2003: Kalle kocht
- 2005: Schloss Einstein (Fernsehserie, Folgen 365–366)
- 2006: Leo – ein fast perfekter Typ
- 2007: Beautiful Bitch
- seit 2007: Alles was zählt (Soap)
- 2009: Unter der Oberfläche
- 2013: SOKO 5113 (Fernsehserie, Folge 38x24)
- 2018: SOKO Köln (Fernsehserie, Folge 15x06)

## Mund Art Theater
- 2008: Die große UFA-Revue
- 2008: Die Lokalbahn – Musical von Thorsten Wszolek nach der gleichnamigen Komödie von Ludwig Thoma
- 2008: Die vertagte Hochzeitsnacht – Comedy von Franz Arnold & Ernst Bach
- 2008–2009: Die vertagte Hochzeitsnacht (Deutschland-Tournee)
- 2009: Friedhofsgärtner – Satire von Thorsten Wszolek
- 2009: Der keusche Lebemann – Comedy von Franz Arnold & Ernst Bach